# Beaumaris
Beaumaris (wal. Biwmares) – miasto w północnej Walii, na wyspie Anglesey, położone nad cieśniną Menai Strait. W przeszłości pełniło funkcję stolicy hrabstwa Anglesey.
Największą atrakcją turystyczną miasta jest zamek z XIII wieku, który w 1986 roku wraz z zamkami w Conwy, Caernarfon i Harlech został wpisany na listę światowego dziedzictwa UNESCO. Na wschód od miasta znajduje się otworzona w 1838 roku latarnia morska Trwyn Du.